# 張澂 (宋朝)
张澂（11世纪—1143年）。字如莹，一作达明，自号澹喦居士，舒州（今安徽省潜山县）人。一说豫章（治今南昌市）人、吴郡（今江苏苏州）人，宋朝官员。宋高宗年间为尚书右丞。北宋至南宋书画鉴藏家。
张澂曾为舒州守。宋徽宗大观元年（1107年），知临川县。宋钦宗靖康元年（1126年），为监察御史。宋高宗建炎元年（1127年），为中书舍人。建炎二年（1128年），自试御史中丞。建炎三年（1129年）二月，自试御史中丞迁中大夫、除尚书右丞。四月，罢为资政殿学士知江州，并兼江南东路（治今南京市）、荆湖北路（治今荆州市）制置使，后刘正彦、苗傅事变，坐朋附逆党，诏命衡州居住。晚年寓居临川，著《澹岩集》40卷。